# Източен дългопет
Източният дългопет (Tarsius tarsier) е вид бозайник от семейство Дългопетови (Tarsiidae). Видът е световно застрашен, със статут Уязвим.

## Разпространение и местообитание
Разпространен е в Индонезия.